# Skagen Fyr

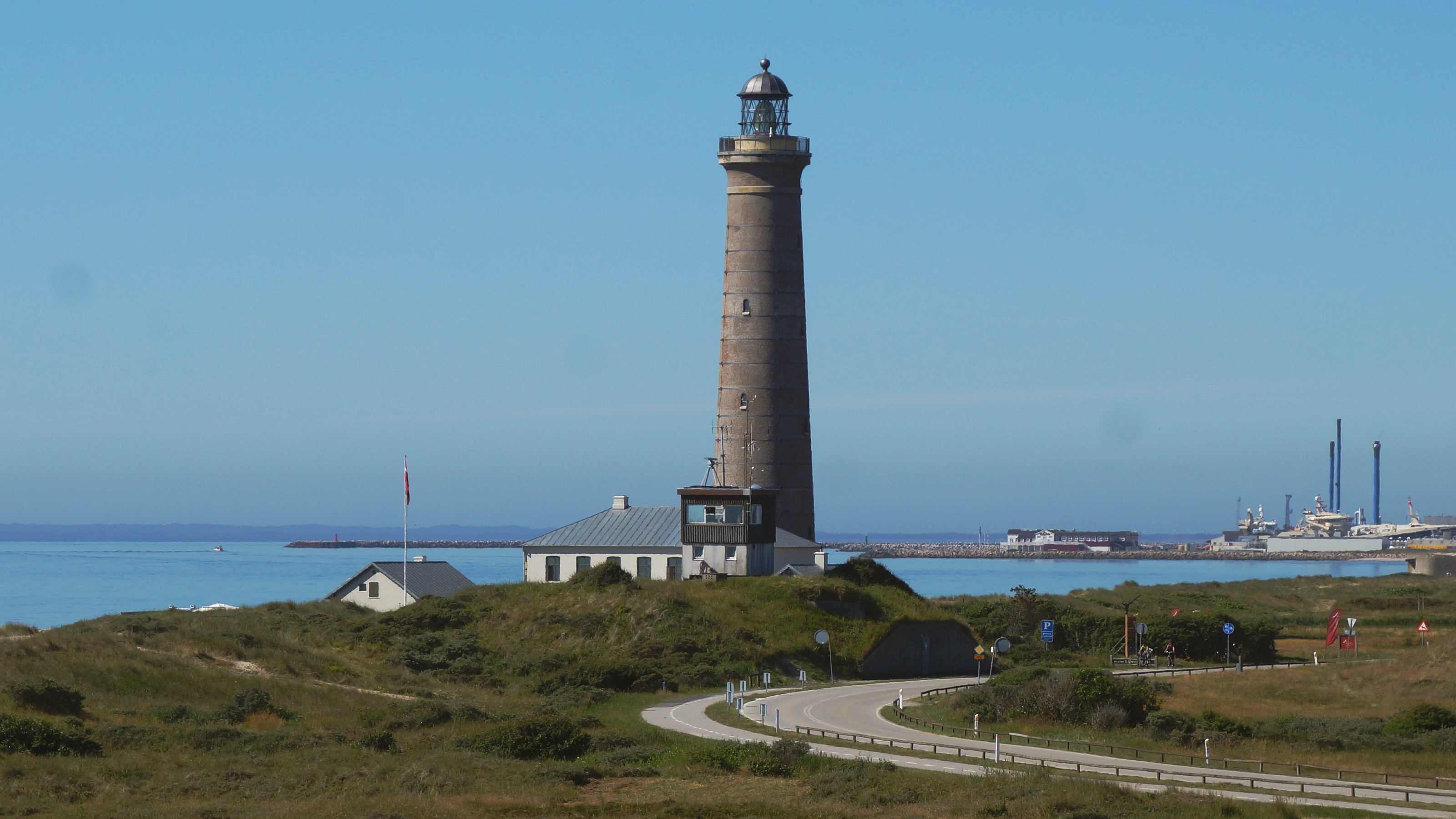
Nordost-Ansicht vom Leuchtturm Skagen (2018)

Der dänische Leuchtturm Skagen Fyr, der im Volksmund den Namen „Det Grå Fyr“ (der graue Leuchtturm) bekam, wurde ab 1856 zu Zeiten der Herrschaft des dänischen Königs Friedrich VII. nach Entwurfsplänen des Architekten Niels Sigfred Nebelong in knapp dreijähriger Bauzeit errichtet. Der Turm befindet sich nahe der Ortschaft Skagen in Nordjütland im Osten der Landschaft Skagen Odde. Es ist derzeit zweithöchster dänischer Leuchtturm nach dem einen Meter höheren Leuchtturm Dueodde Fyr (erbaut bis 1962).

## Geschichte
Dänische Leuchtfeuer in Skagen gehen auf das Jahr 1561 zurück, als eine erste Feuerstelle mit offenem Feuer in einem Korb (dän.: „papegøjefyr“, Papageienfeuer) an der nordöstlichen Küste von Jütland dem Schutz der Schifffahrt diente. Im Jahr 1627 wurde das Skagen Vippefyr (Wippfeuer) errichtet. Dabei wurde ein Kohlefeuer mittels hölzerner Wippe auf Höhe gebracht, um es aus größerer Entfernung sichtbar zu machen. Das Vippefyr wurde 1747 ersetzt durch einen vom Architekten Philip de Lange geplanten über 20 Meter hohen oktogonischen Mauerwerksturm, der mit seinem Leuchtfeuer bis 1858 als Leuchtturm diente und später ob seiner weißen Farbgebung Det Hvide Fyr (weißer Leuchtturm) genannt wurde.
Der derzeitige Leuchtturm Skagen Fyr befindet circa 3,5 Kilometer nordöstlich der Gemeinde Skagen. Er wurde geplant vom Architekten und Kopenhagener Stadtbaumeister Niels Sigfred Nebelong, wonach man im Jahr 1856 mit den Bauausführungen beginnen konnte.

## Bauwerk
Für die Errichtung des Bauwerks war es notwendig, den stark sandhaltigen Baugrund tragfähig zu machen. Dies Problem wurde gelöst, indem man eine Art Pfahlgründung im Sandboden anwendete, die aus mehr als 420 Rundholzpfählen aus Lärchenholz bestand. Für den studierten Architekten, der sich von
1839 bis 1843 auf Bildungsreisen im Ausland befand, war diese Gründungsbauweise kein Novum; eine Herausforderung war jedoch die geplante Turmhöhe von gesamt 46 Metern, was zur Bauzeit eine Errichtung des höchsten Bauwerks in Dänemark bedeutete. Das aufgehende Bauwerk aus Klinker verleiht dem Turm seine rot-braun-graue Farbe und verjüngt sich konisch mit zunehmender Bauhöhe. Im unteren Teil ist ein Ringanker aus Naturstein verbaut; darüber befinden sich in ungleichmäßigen Abständen 13 zugfeste Ringanker aus Stahl auf der Außenwandseite des Turms.
Innerhalb des Turms führt eine Treppe über 210 Stufen zur oberen Turmplattform und zur Laterne des Leuchtturms. Die Turmplattform ist begehbar und mit einem Stahlgeländer gesichert. Das Laternengehäuse ist verglast und trägt sich einschließlich der Dachhaube über ein diagonal bzw. rautenförmig angeordnetes Metallstabwerk. Nach Baubeginn 1856 erfolgte am 1. November 1858 die Einweihung und die Inbetriebnahme. Ab 2008 wurde der Skagen fyrtårn saniert und ging 2013 an einen neuen Betreiber über.

## Laterne

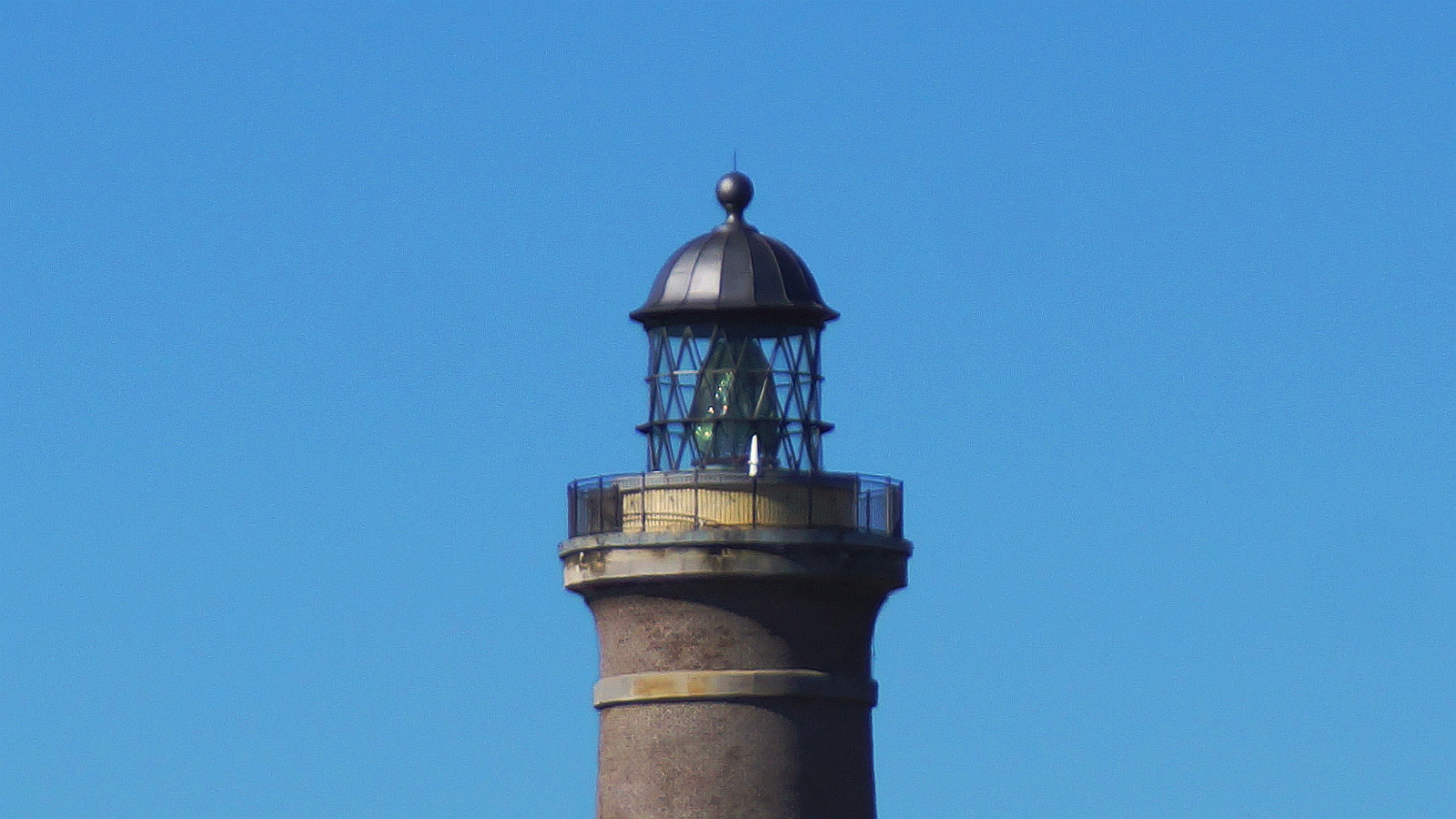
Laterne vom Leuchtturm Skagen (2018)

Als Leuchtfeuer wurde zunächst eine Petroleumlampe mit mehreren Dochten hinter einer unbeweglichen Linsenoptik verwendet. Bereits 1905 erfolgte ein Umbau des Laternenkomplexes für eine modernere Leuchtfeuerkonstruktion.  Auf einem eingebauten Drehkranz wurde eine ca. 2 Tonnen schwere, fünflinsige Optik der Pariser Firma Barbier, Benard et Turenne eingebaut. Die Optikkonstruktion wurde von einem mechanischen Drehwerk bewegt. Die  Petroleumlichtquelle wurde 1947 durch ein elektrisches Leuchtmittel mit 1000 Watt Leistung ersetzt, welches später durch eine 1500-Watt-Glühlampe abgelöst wurde. Inzwischen erhielt auch die bewegliche Optik einen elektromotorischen Antrieb. Im Jahr 2004 erfolgte eine Umstellung der Leuchtquelle auf eine 400-Watt-Natriumdampflampe. Die heutige Lichttragweite beträgt 20 nautische Meilen mit Blitzfolge von vier Sekunden.

## Betreiber
Der Leuchtturmbetrieb lag zunächst beim Bauherrn, der königlich dänischen Seeverwaltung, später bei der dänischen Seebehörde in Kopenhagen. Im Jahr 2013 ging der Leuchtturm auf die Realdania über, eine Stiftungsform, die sich um den Erhalt historisch bedeutungsvoller Werte in Dänemark bemüht. Am Turm ist ein ornithologisches Zentrum zur Vogelbeobachtung etabliert, das mit der dänischen Naturbehörde und der dänischen Vereinigung für Ornithologie zusammenarbeitet.

## Öffentlichkeit
Der Leuchtturm Skagen ist für Besucher zu unterschiedlichen Besuchszeiten im Sommer anders als im Winter geöffnet (bis 2018 zwischen 10 und 16 Uhr, im Sommer länger).